# Gemenea
Gemenea là một xã thuộc hạt Suceava, România. Dân số thời điểm năm 2002 là 920 người.